# Glinki (Puck)
Pour les articles homonymes, voir Glinki.
Glinki est une localité polonaise de la gmina de Krokowa située dans le powiat de Puck en voïvodie de Poméranie. 